# Élection présidentielle géorgienne de 2013
L'élection présidentielle géorgienne de 2013 se déroule le 27 octobre 2013,.

## Contexte
Mikheil Saakachvili quitte le pouvoir en octobre 2013 au terme de deux mandats où il a vu sa cote de popularité fondre : élu en 2004 avec 95 % des voix, il est réélu en 2008 avec 53 % des suffrages. Il porte à son crédit une image visionnaire et modernisatrice pour la Géorgie, où il a notamment lutté contre la bureaucratie, la corruption et la criminalité organisée, ce qui a eu toutefois pour effet de créer une surpopulation carcérale. L'usure du pouvoir, la répression d'une manifestation en 2007 et la pression fiscale sur les chefs d'entreprise ont donné des arguments à l'opposition, permettant à Bidzina Ivanichvili de remporter les élections législatives de 2012 et d'initier une cohabitation politique. Celle-ci se révèle être brutale à l'égard du clan Saakachvili, plusieurs hauts dignitaires étant poursuivis par la justice (comme l'ancien ministre de l'Intérieur Vano Merabichvili), ce qui est dénoncé comme une « chasse aux sorcières ». Saakachvili lui-même est invité par certains de ses proches à quitter la Géorgie et à s'expatrier aux États-Unis pour y échapper.

## Résultats
L'élection est remportée par Guiorgui Margvelachvili le candidat du Rêve géorgien (parti d'Ivanichvili) par 62 %, battant le candidat Davit Bakradze du MNU (parti de Saakachvili) qui en obtient 22 %. La participation est jugée faible par les observateurs (46,6 %) mais l'OSCE relève que le scrutin était « positif et transparent ».
| Candidats                | Candidats                | Partis                                | Voix      | %     |
| ------------------------ | ------------------------ | ------------------------------------- | --------- | ----- |
|                          | Guiorgui Margvelachvili  | Rêve géorgien                         | 1 012 569 | 62,12 |
|                          | Davit Bakradze           | Mouvement national uni                | 354 103   | 21,72 |
|                          | Nino Bourdjanadze        | Mouvement démocratique - Géorgie unie | 166 061   | 10,19 |
|                          | Chalva Natelachvili      | Parti travailliste géorgien           | 46 984    | 2,88  |
|                          | Giorgi Targamadze        | Mouvement démocrate-chrétien          | 17 354    | 1,06  |
|                          | Koba Davitachvili        | Parti du peuple                       | 9 838     | 0,60  |
|                          | Zurab Kharatishvili      | Démocrates européens                  | 3 718     | 0,23  |
|                          | Levan Chachua            | Indépendant                           | 3 093     | 0,19  |
|                          | Nino Chanishvili         | Indépendant                           | 2 276     | 0,14  |
|                          | Sergo Javakhidze         | Mouvement pour une Géorgie juste      | 2 107     | 0,13  |
|                          | Giorgi Liluashvili       | Indépendant                           | 1 909     | 0,12  |
|                          | Akaki Asatiani           | Union des géorgiens traditionalistes  | 1 559     | 0,10  |
|                          | Mikheil Saluashvili      | Indépendant                           | 1 376     | 0,08  |
|                          | Teimuraz Mzhavia         | Parti populaire démocrate-chrétien    | 1 285     | 0,08  |
|                          | Mamuka Melikishvili      | Indépendant                           | 995       | 0,06  |
|                          | Giorgi Chikhladze        | Indépendant                           | 820       | 0,05  |
|                          | Nestan Kirtadze          | Indépendant                           | 762       | 0,05  |
|                          | Tamaz Bibiluri           | Indépendant                           | 687       | 0,04  |
|                          | Nugzar Avaliani          | Indépendant                           | 664       | 0,04  |
|                          | Avtandil Margiani        | Indépendant                           | 627       | 0,04  |
|                          | Kartlos Gharibashvili    | Indépendant                           | 530       | 0,03  |
|                          | Teimuraz Bobokhidze      | Indépendant                           | 356       | 0,02  |
|                          | Mamuka Chokhonelidze     | Indépendant                           | 315       | 0,02  |
|                          |                          |                                       |           |       |
| Votes valides            | Votes valides            | Votes valides                         | 1 629 988 | 98,13 |
| Votes blancs et nuls     | Votes blancs et nuls     | Votes blancs et nuls                  | 30 988    | 1,87  |
| Total                    | Total                    | Total                                 | 1 660 976 | 100   |
| Abstention               | Abstention               | Abstention                            | 1 876 743 | 53,05 |
| Inscrits / participation | Inscrits / participation | Inscrits / participation              | 3 537 719 | 46,95 |